# Titularbistum Eudocia
Eudocia ist ein Titularbistum der römisch-katholischen Kirche. 
Es geht zurück auf ein früheres Bistum der antiken Stadt Eudokia in der kleinasiatischen Landschaft Lykien im Südwesten der heutigen Türkei, das der Kirchenprovinz Myra angehörte.
| Titularbischöfe von Eudocia |                         |                                      |                   |                   |
| Nr.                         | Name                    | Amt                                  | von               | bis               |
| 1                           | Thomas Timothy O’Mahony | Weihbischof in Toronto (Kanada)      | 11. November 1879 | 8. September 1892 |
| 2                           | Artur Michael Landgraf  | Weihbischof in Bamberg (Deutschland) | 17. Oktober 1943  | 8. September 1958 |
| 3                           | Jan Czerniak            | Weihbischof in Gniezno (Polen)       | 18. November 1958 | 3. Februar 1999   |